# Steffen Skogvang Pedersen
Steffen Skogvang Pedersen (Tromsø, 5 maggio 1993) è un ex giocatore di calcio a 5 e calciatore norvegese, difensore del Tromsdalen.

## Carriera

### Club
Skogvang Pedersen ha giocato con la maglia del Fløya. Nel 2013, si è trasferito al Tromsdalen, formazione con cui ha vinto il campionato 2013 e ha guadagnato la promozione in 1. divisjon. Al termine del 2014, la sua squadra è nuovamente retrocessa in 2. divisjon.
Il 17 dicembre 2018 ha firmato un contratto biennale con l'HamKam, valido a partire dal 1º gennaio 2019.
Il 16 settembre 2020 è stato ingaggiato dal Tromsø, con un contratto valido fino al termine della stagione.
Il 29 gennaio 2021 ha fatto ritorno al Tromsdalen, a cui si è legato con un contratto biennale.

### Nazionale
Skogvang Pedersen gioca per la Nazionale di calcio a 5 della Norvegia. È stato convocato per la prima volta per le due partite amichevoli contro la Slovenia.

## Statistiche

### Presenze e reti nei club
Statistiche aggiornate al 29 gennaio 2021.
| Stagione          | Club              | Campionato        | Campionato | Campionato | Coppe nazionali | Coppe nazionali | Coppe nazionali | Coppe continentali | Coppe continentali | Coppe continentali | Supercoppe | Supercoppe | Supercoppe | Totale | Totale |
| Stagione          | Club              | Comp              | Pres       | Reti       | Comp            | Pres            | Reti            | Comp               | Pres               | Reti               | Comp       | Pres       | Reti       | Pres   | Reti   |
| ----------------- | ----------------- | ----------------- | ---------- | ---------- | --------------- | --------------- | --------------- | ------------------ | ------------------ | ------------------ | ---------- | ---------- | ---------- | ------ | ------ |
| 2011              | Fløya             | 3D                | ?          | ?          | CN              | ?               | ?               | -                  | -                  | -                  | -          | -          | -          | ?      | ?      |
| 2012              | Fløya             | 3D                | 22         | 6          | CN              | ?               | ?               | -                  | -                  | -                  | -          | -          | -          | 22+    | 6+     |
| Totale Fløya      | Totale Fløya      | Totale Fløya      | 22+        | 6+         |                 | ?               | ?               |                    | -                  | -                  |            | -          | -          | 22+    | 6+     |
| 2013              | Tromsdalen        | 2D                | 13         | 0          | CN              | 0               | 0               | -                  | -                  | -                  | -          | -          | -          | 13     | 0      |
| 2014              | Tromsdalen        | 1D                | 26         | 0          | CN              | 4               | 0               | -                  | -                  | -                  | -          | -          | -          | 30     | 0      |
| 2015              | Tromsdalen        | 2D                | 22         | 1          | CN              | 3               | 0               | -                  | -                  | -                  | -          | -          | -          | 25     | 1      |
| 2016              | Tromsdalen        | 2D                | 24         | 2          | CN              | 2               | 0               | -                  | -                  | -                  | -          | -          | -          | 26     | 2      |
| 2017              | Tromsdalen        | 1D                | 30         | 3          | CN              | 1               | 0               | -                  | -                  | -                  | -          | -          | -          | 31     | 3      |
| 2018              | Tromsdalen        | 1D                | 18         | 1          | CN              | 1               | 0               | -                  | -                  | -                  | -          | -          | -          | 19     | 1      |
| 2019              | HamKam            | 1D                | 26         | 1          | CN              | 1               | 0               | -                  | -                  | -                  | -          | -          | -          | 27     | 1      |
| gen.-set. 2020    | HamKam            | 1D                | 14         | 1          | -               | -               | -               | -                  | -                  | -                  | -          | -          | -          | 14     | 1      |
| Totale HamKam     | Totale HamKam     | Totale HamKam     | 40         | 2          |                 | 1               | 0               |                    | -                  | -                  |            | -          | -          | 41     | 2      |
| set.-dic. 2020    | Tromsø            | 1D                | 14         | 0          | -               | -               | -               | -                  | -                  | -                  | -          | -          | -          | 14     | 0      |
| 2021              | Tromsdalen        | 2D                | 0          | 0          | CN              | 0               | 0               | -                  | -                  | -                  | -          | -          | -          | 0      | 0      |
| Totale Tromsdalen | Totale Tromsdalen | Totale Tromsdalen | 133        | 7          |                 | 11              | 0               |                    | -                  | -                  |            | -          | -          | 144    | 7      |
| Totale            | Totale            | Totale            | 209+       | 15+        |                 | 12+             | 0+              |                    | -                  | -                  |            | -          | -          | 221+   | 15+    |